# Lilian Day Jackson
Lilian Day Jackson (Parijs, 3 maart 1960 – Amsterdam, 24 april 2023) was een Amerikaans-Nederlandse zangeres. Ze had vooral bekendheid als leadzangeres van de funkgroep Spargo.

## Jeugd
Jackson werd geboren in Parijs, als dochter van een Amerikaanse vader, die werkte als jazz-tapdanser bij de band van Duke Ellington, en een Nederlandse moeder. Ze was de stiefdochter van jazzdrummer Art Blakey. Ze woonde als kind zeven jaar in New York. Op zestienjarige leeftijd verhuisde ze naar Amsterdam.

## Carrière
Ze begon haar carrière als achtergrondzangeres bij De Perikels rond Hans Dulfer en de Amsterdamse funkgroep Solat. Ook was ze sessiezangeres. In de periode 1979-1983 was ze leadzangeres bij Spargo, waarmee ze tussen begin 1980 en half 1982 5 top-5 hits in Nederland had: You and Me, Head Up To The Sky, One Night Affair, Just For You en Hip Hap Hop, en daarnaast vele andere hits. 'You and Me' bereikte in de eerste helft van 1980 niet alleen in Nederland, maar ook in België, Italië, Peru en Suriname positie 1. In 1985 bracht ze haar eerste solosingle, Got To Control It, uit.
Na haar successen met Spargo verhuisde ze naar de Verenigde Staten van Amerika. Daar veranderde ze haar repertoire in jazz, blues en soul. Ze trad onder meer op met Roy Ayers en met de zestienkoppige vrouwenbigband The Kit McClure BigBand.
In de jaren negentig kwam ze terug in Nederland. Ze trad op met wisselende artiesten en bands. De laatste jaren trad ze op met haar eigen band, "The Lilian Day Jackson Band".

### Televisieoptredens (selectie)
- In 1983 deed ze mee aan het televisiespelprogramma Hints.[12]
- In 1984 had ze een gastrol in de televisieserie Kanaal 13.[13]
- Op 2 april 1994 zong ze met Julya Lo'ko, Lucretia van der Vloot en de Grapevine Band "You're all I need to get by" van Marvin Gaye, in de Sonja op Zaterdagshow.
- Op 24 april 2010 trad ze op in de VPRO's Nederpopshow.
- In 2012 deed ze mee aan het televisieprogramma The Winner Is... (SBS6), waar ze de halve finale haalde.[14][15]

## Overlijden
Jackson overleed na een ziekbed op 63-jarige leeftijd in april 2023.

## Necrologie
- Jaap Visser, "Lilian Day Jackson (1960-2023). Ze had een monsterhit met Spargo, maar vertrok naar de VS om een betere zangeres te worden.'Zingen zonder passie is onvergeeflijk', De Volkskrant, maandag 12 juni 2023, p. 23

- MusicBrainz: 25eafc6e-d408-4182-a325-373c4d904b98